# Nissan-lez-Enserune
Nissan-lez-Enserune település Franciaországban, Hérault megyében. Lakosainak száma 4077 fő (2022. január 1.). Nissan-lez-Enserune Coursan, Salles-d’Aude, Fleury, Capestang, Colombiers, Lespignan, Montady és Poilhes községekkel határos.

## Népesség
A település népességének változása:
| Lakosok száma | 2450 | 2519 | 2835 | 3278 | 3907 | 3947 | 3995 | 3996 | 4020 | 4077 |
|               | 1968 | 1982 | 1990 | 2006 | 2013 | 2015 | 2017 | 2019 | 2020 | 2022 |